# Vía Verde del Aceite
Vía Verde del Aceite, auch Camino Natural Vía Verde del Aceite, ist ein 127 Kilometer langer Radwanderweg in Spaniens autonomer Region Andalusien.

## Strecke

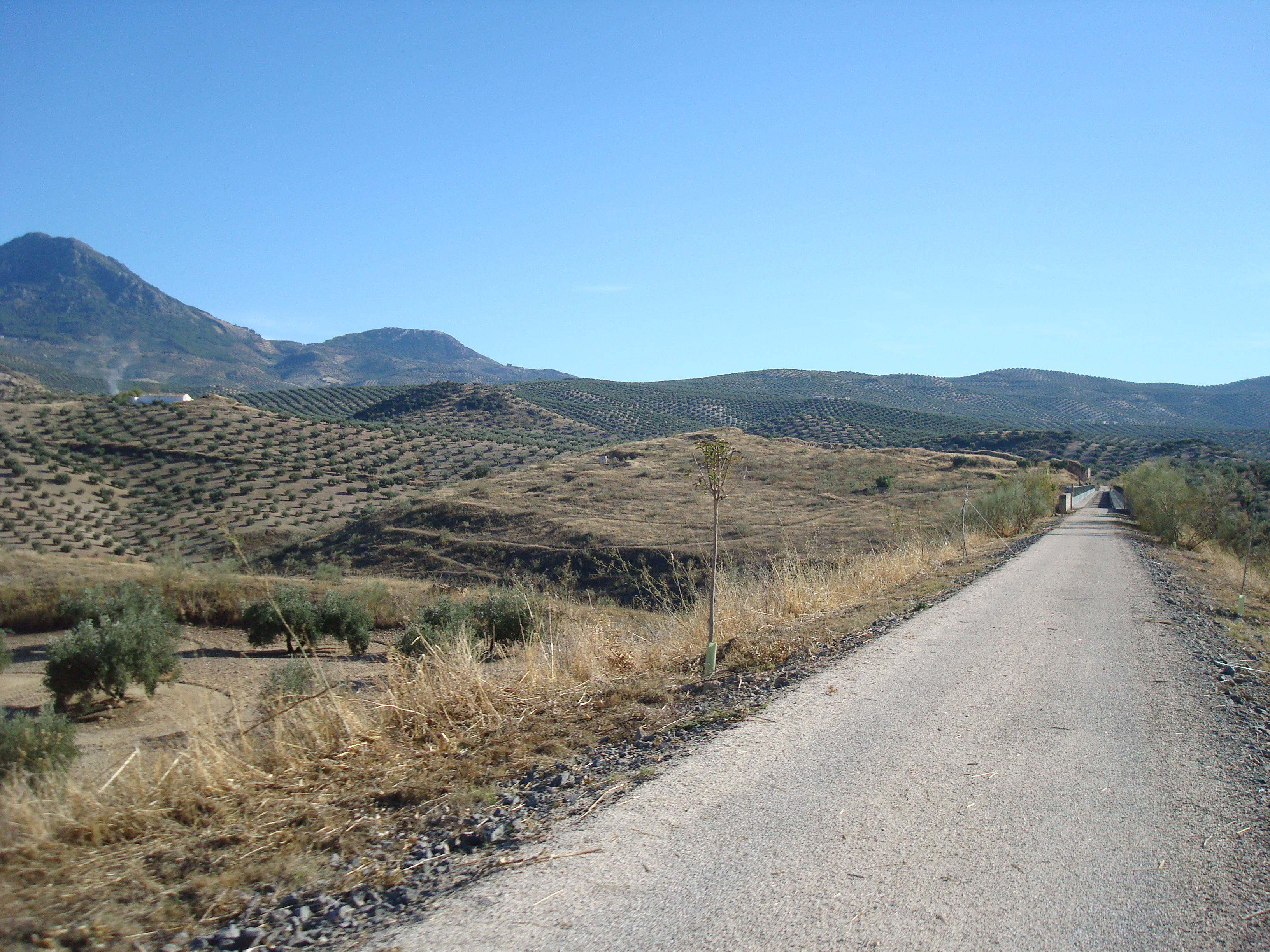
Via verde del Aceite (2009)

Von der Provinzhauptstadt Jaén aus führt der gewundene Weg über eine ehemalige, 1985 stillgelegte Eisenbahntrasse mit 13 Viadukten und einem Tunnel, durch die Olivenhaine der Provinzen Jaén und Córdoba bis zum Ufer des Flusses Genil.
Orte an der Strecke sind Torredelcampo, Torredonjimeno, Martos, Alcaudete, Luque, Baena, Zuheros, Doña Mencía, Cabra, Lucena, Moriles und Aguilar de la Frontera; Zielort ist Puente Genil.